# San Bartolomé de Corneja
San Bartolomé de Corneja è un comune spagnolo di 94 abitanti situato nella comunità autonoma di Castiglia e León.